# Variante iota del SARS-CoV-2
La variante Iota del SARS-CoV-2 o B.1.526, corresponde a una variante del SARS-CoV-2, el virus que causa el COVID-19. Fue detectado por primera vez en la ciudad de Nueva York en Estados Unidos en noviembre de 2020. La variante ha aparecido con dos mutaciones notables: la mutación del pico E484K, que puede ayudar al virus a evadir anticuerpos, y la mutación S477N, que puede ayudar al virus a unirse más estrechamente a las células humanas.
En febrero de 2021, se había extendido rápidamente en la región de Nueva York y representaba aproximadamente una de cada cuatro secuencias virales.

## Epidemiología
El aumento de la variante B.1.526 fue capturado por investigadores de Caltech mediante el escaneo de mutaciones en una base de datos conocida como GISAID, una iniciativa científica global que ha documentado más de 700 000 secuencias genómicas de SARS-CoV-2.

## Estadísticas
| Casos por país (actualizado a 18 de septiembre de 2021) GISAID | Casos por país (actualizado a 18 de septiembre de 2021) GISAID | Casos por país (actualizado a 18 de septiembre de 2021) GISAID |
| País                                                           | Casos confirmados                                              | Último caso informado                                          |
| -------------------------------------------------------------- | -------------------------------------------------------------- | -------------------------------------------------------------- |
| Estados Unidos                                                 | 151.189                                                        | 24 de junio de 2021                                            |
| Ecuador                                                        | 1.275                                                          | 10 de junio de 2021                                            |
| Canadá                                                         | 158                                                            |                                                                |
| España                                                         | 119                                                            | 17 de junio de 2021                                            |
| Colombia                                                       | 115                                                            | 24 de mayo de 2021                                             |
| Aruba                                                          | 103                                                            | 10 de junio de 2021                                            |
| Alemania                                                       | 84                                                             | 22 de junio de 2021                                            |
| México                                                         | 50                                                             | 11 de junio de 2021                                            |
| Reino Unido                                                    | 43                                                             | 16 de mayo de 2021                                             |
| Haití                                                          | 20                                                             | 5 de febrero de 2021                                           |
| Sint Maarten                                                   | 15                                                             | 27 de mayo de 2021                                             |
| Irlanda                                                        | 13                                                             | 7 de mayo de 2021                                              |
| Suiza                                                          | 12                                                             | 17 de mayo de 2021                                             |
| Chile                                                          | 11                                                             | 12 de mayo de 2021                                             |
| Dinamarca                                                      | 9                                                              | 31 de mayo de 2021                                             |
| Israel                                                         | 9                                                              | 26 de abril de 2021                                            |
| Surinam                                                        | 9                                                              | 10 de mayo de 2021                                             |
| Argentina                                                      | 402                                                            | 26 de abril de 2021                                            |
| Bélgica                                                        | 8                                                              | 18 de abril de 2021                                            |
| República Dominicana                                           | 8                                                              | 10 de junio de 2021                                            |
| Francia                                                        | 8                                                              | 25 de mayo de 2021                                             |
| Lituania                                                       | 14                                                             | 28 de mayo de 2021                                             |
| Singapur                                                       | 13                                                             | 4 de abril de 2021                                             |
| Australia                                                      | 6                                                              | 21 de mayo de 2021                                             |
| Italia                                                         | 43                                                             | 4 de mayo de 2021                                              |
| Luxemburgo                                                     | 3.980                                                          | 5 de marzo de 2021                                             |
| Costa Rica                                                     | 5                                                              | 21 de mayo de 2021                                             |
| Holanda                                                        | 7                                                              | 19 de abril de 2021                                            |
| Barbados                                                       | 5                                                              | 20 de marzo de 2021                                            |
| Rusia                                                          | 34                                                             | 4 de junio de 2021                                             |
| Croacia                                                        | 139                                                            | 9 de febrero de 2021                                           |
| Japón                                                          | 4                                                              | 7 de mayo de 2021                                              |
| Corea del Sur                                                  | 4                                                              | 14 de abril de 2021                                            |
| Suecia                                                         | 978                                                            | 14 de mayo de 2021                                             |
| Turquía                                                        | 8                                                              | 4 de mayo de 2021                                              |
| India                                                          | 740                                                            | 24 de marzo de 2021                                            |
| Kuwait                                                         | 5                                                              | 9 de enero de 2021                                             |
| Birmania                                                       | 10                                                             | 5 de mayo de 2021                                              |
| Eslovenia                                                      | 20                                                             | 18 de mayo de 2021                                             |
| Mónaco                                                         | 3                                                              | 4 de enero de 2021                                             |
| Austria                                                        | 2                                                              | 22 de abril de 2021                                            |
| Ghana                                                          | 4                                                              | 20 de marzo de 2021                                            |
| Granada                                                        | 2                                                              | 17 de enero de 2021                                            |
| Gabón                                                          | 2                                                              | 26 de abril de 2021                                            |
| Indonesia                                                      | 30                                                             | 8 de enero de 2021                                             |
| Dominica                                                       | 2                                                              | 7 de abril de 2021                                             |
| Jamaica                                                        | 2                                                              | 2 de febrero de 2021                                           |
| Portugal                                                       | 107                                                            | 4 de marzo de 2021                                             |
| Malta                                                          | 3                                                              | 21 de diciembre de 2020                                        |
| Rumania                                                        | 2                                                              | 17 de abril de 2021                                            |
| Cuba                                                           | 2                                                              | 16 de junio de 2021                                            |
| Anguila                                                        | 1                                                              | 21 de abril de 2021                                            |
| Liberia                                                        | 1                                                              | 12 de enero de 2021                                            |
| Antigua y Barbuda                                              | 14                                                             | 3 de mayo de 2021                                              |
| Islas Vírgenes Británicas                                      | 1                                                              | 25 de enero de 2021                                            |
| Islas Caimán                                                   | 1                                                              | 15 de abril de 2021                                            |
| China                                                          | 160                                                            | 25-26 de junio de 2021                                         |
| Curazao                                                        | 1                                                              | 30 de abril de 2021                                            |
| Finlandia                                                      | 59                                                             | 14 de marzo de 2021                                            |
| Guadalupe                                                      | 1                                                              | 9 de marzo de 2021                                             |
| Nueva Zelanda                                                  | 63                                                             | 16 de marzo de 2021                                            |
| Polonia                                                        | 1.232                                                          | 31 de marzo de 2021                                            |
| Mauricio                                                       | 27                                                             | 17 de julio de 2021                                            |
| Islas Turcas y Caicos                                          | 33                                                             | 22 de marzo de 2021                                            |
| Venezuela                                                      | 6                                                              | 8 de mayo de 2021                                              |
| Ruanda                                                         | 4                                                              | 19 de junio de 2021                                            |
| Sint Eustatius                                                 | 2                                                              | 2 de mayo de 2021                                              |
| Alberta                                                        | 7                                                              | 17 de julio de 2021                                            |
| Andorra                                                        | 7                                                              | 18 de mayo de 2021                                             |
| Armenia                                                        | 21                                                             | 23 de enero de 2021                                            |
| Bielorrusia                                                    | 33                                                             | 6 de marzo de 2021                                             |
| Benín                                                          | 21                                                             | 2 de mayo de 2021                                              |
| Bosnia y Herzegovina                                           | 318                                                            |                                                                |
| Burkina Faso                                                   | 193                                                            | 10 de junio de 2021                                            |
| República Centroafricana                                       | 8                                                              |                                                                |
| República Democrática del Congo                                | 24                                                             | 7 de febrero de 2021                                           |
| Egipto                                                         | 30                                                             | 18 de abril de 2021                                            |
| Eritrea                                                        | 22                                                             | 9 de mayo de 2021                                              |
| Islas Falkland                                                 | 1                                                              | 17 de junio de 2021                                            |
| Gambia                                                         | 10                                                             | 4 de abril de 2021                                             |
| Georgia                                                        | 3                                                              | 24 de mayo de 2021                                             |
| Hawái                                                          | 14                                                             | 28 de mayo de 2021                                             |
| Groenlandia                                                    | 19                                                             | 16 de marzo de 2021                                            |
| Guinea                                                         | 4                                                              | 20 de abril de 2021                                            |
| Guinea-Bissau                                                  | 1                                                              | 4 de abril de 2021                                             |
| Honduras                                                       | 5                                                              | 14 de marzo de 2021                                            |
| Irán                                                           | 1                                                              |                                                                |
| Kenia                                                          | 4                                                              | 27 de junio de 2021                                            |
| Kirguistán                                                     | 9                                                              |                                                                |
| Lesoto                                                         | 23                                                             | 1 de julio de 2021                                             |
| Malaui                                                         | 10                                                             | 17 de mayo de 2021                                             |
| Martinica                                                      | 2                                                              | 21 de marzo de 2021                                            |
| Maine                                                          | 4                                                              | 5 de mayo de 2021                                              |
| Misuri                                                         | 8                                                              |                                                                |
| Montenegro                                                     | 2                                                              | 25 de junio de 2021                                            |
| Montserrat                                                     | 1                                                              | 11 de febrero de 2021                                          |
| Moldavia                                                       | 5                                                              | 16 de junio de 2021                                            |
| Macedonia del Norte                                            | 5                                                              | 7 de enero de 2021                                             |
| Nicaragua                                                      | 13                                                             | 5 de febrero de 2021                                           |
| Omán                                                           | 1                                                              | 21 de febrero de 2021                                          |
| Papúa Nueva Guinea                                             | 3                                                              | 28 de enero de 2021                                            |
| Pensilvania                                                    | 1                                                              | 14 de abril de 2021                                            |
| Quebec                                                         | 4                                                              | 2 de junio de 2021                                             |
| Santo Tomé y Príncipe                                          | 9                                                              | 3 de enero de 2021                                             |
| Santa Lucía                                                    | 1                                                              | 31 de mayo de 2021                                             |
| Serbia                                                         | 26                                                             |                                                                |
| Seychelles                                                     | 1                                                              | 19 de julio de 2021                                            |
| Sudáfrica                                                      | 5                                                              | 30 de junio de 2021                                            |
| Sudán                                                          | 9                                                              | 16 de febrero de 2021                                          |
| Tayikistán                                                     | 10                                                             | 27 de marzo de 2021                                            |
| Texas                                                          | 3                                                              | 4 de julio de 2021                                             |
| Uganda                                                         | 2                                                              | 24 de abril de 2021                                            |
| Nevada                                                         | 2                                                              | 5 de mayo de 2021                                              |
| Angola                                                         | 9                                                              | 26 de junio de 2021                                            |
| Bangladés                                                      | 3                                                              | 13 de junio de 2021                                            |
| Bonaire                                                        | 1                                                              | 5 de abril de 2021                                             |
| Brunéi                                                         | 2                                                              | 6 de abril de 2021                                             |
| Chipre                                                         | 1                                                              | 26 de julio de 2021                                            |
| Suazilandia                                                    | 2                                                              | 14 de marzo de 2021                                            |
| Filipinas                                                      | 92                                                             | 8 de agosto de 2021                                            |
| Gibraltar                                                      | 1                                                              | 4 de enero de 2021                                             |
| Emiratos Árabes Unidos                                         | 44                                                             | 16 de enero de 2021                                            |
| Togo                                                           | 4                                                              | 7 de febrero de 2021                                           |
| República del Congo                                            | 3                                                              | 15 de junio de 2021                                            |
| San Marino                                                     | 11                                                             | 6 de mayo de 2021                                              |
| San Cristóbal y Nieves                                         | 1                                                              | 21 de julio de 2021                                            |
| Tanzania                                                       | 15                                                             | 31 de julio de 2021                                            |
| Uzbekistán                                                     | 4                                                              |                                                                |
| Palestine                                                      | 1                                                              | 25 de abril de 2021                                            |
| Bermuda                                                        | 26                                                             | 5 de agosto de 2021                                            |
| Albania                                                        | 2                                                              | 14 de julio de 2021                                            |
| Columbia Británica                                             | 8                                                              |                                                                |
| Burundi                                                        | 1                                                              | 2 de abril de 2021                                             |
| Crimea                                                         | 2                                                              |                                                                |
| Yibuti                                                         | 1                                                              | 15 de junio de 2021                                            |
| [[Archivo:\|20x20px\|border\|]] Vancouver                      | 2                                                              | 16 de junio de 2021                                            |
| Liechtenstein                                                  | 3                                                              | 4 de agosto de 2021                                            |
| Saba                                                           | 1                                                              |                                                                |
| Hungría                                                        | 14                                                             | 5 de julio de 2021                                             |
| Botsuana                                                       | 3                                                              |                                                                |
| Arizona                                                        | 2                                                              | 14 de junio de 2021                                            |
| Líbano                                                         | 40                                                             | 16 de marzo de 2021                                            |
| Timor Oriental                                                 | 19                                                             | 9 de mayo de 2021                                              |
| Trinidad y Tobago                                              | 13                                                             | 27 de mayo de 2021                                             |
| Wallis y Futuna                                                | 9                                                              | 15 de agosto de 2021                                           |
| Islas Marianas del Norte                                       | 1                                                              | 20 de julio de 2021                                            |
| Islas Feroe                                                    | 1                                                              | 8 de junio de 2021                                             |
| Mozambique                                                     | 2                                                              | 30 de julio de 2021                                            |
| Arkansas                                                       | 44                                                             | 1 de abril de 2021                                             |
| Saskatchewan                                                   | 10                                                             |                                                                |
| Samoa Americana                                                | 1                                                              | 22 de julio de 2021                                            |
| San Pedro y Miquelón                                           | 1                                                              | 2 de agosto de 2021                                            |
| Vanuatu                                                        | 1                                                              | 9 de agosto de 2021                                            |
| Guatemala                                                      | 1                                                              | 28 de agosto de 2021                                           |
| Bahamas                                                        | 2                                                              | 1 de septiembre de 2021                                        |
| Guinea Ecuatorial                                              | 1                                                              | 3 de septiembre de 2021                                        |
| Islas Vírgenes de los Estados Unidos                           | 1                                                              | 17 de septiembre de 2021                                       |
| Mundo (157 países)                                             | Total: 164.008                                                 | Total al 18 de septiembre de 2021                              |